# Хай-Бар Кармель
Хай-Бар Карме́ль (ивр. חי בר בכרמל‎) — заповедник на территории горного массива Кармель в Израиле недалеко от Хайфского университета. Цель создания — реинтродукция в Израиле исчезнувших видов животных.

## Расположение и общее описание
Хай-Бар Кармель расположен на гребне массива Кармель, в районе, известном как «Маленькая Швейцария». Въезд на территорию заповедника находится в 300 метрах южней студенческого городка Хайфского университета. Площадь заповедника — 6 км².
Хай-Бар Кармель представляет собой один из заповедников, входящих в комплекс национального парка и биосферного заповедника Кармель, а также часть программы Управления природы и парков Израиля «Хай-Бар». Программа «Хай-Бар», основанная в 1960-е годы, ставит своей целью реинтродукцию в Израиле биологических видов, упоминаемых в Библии и ранее обитавших на этой территории, но впоследствии на ней истреблённых. В рамках программы предусматривается создание репродуктивных популяций, за которым следует акклиматизация и освобождение животных в среду естественного обитания. Помимо кармельского заповедника, в рамках программы действует заповедник Хай-Бар Йотвата в пустыне Арава на юге страны. Во время лесного пожара на Кармеле в 2010 году десятки сотрудников Управления природы и парков Израиля были мобилизованы, чтобы замедлить приближение огня к заповеднику, пока другие эвакуировали животных. В итоге от огня удалось спасти около 200 особей.
Хай-Бар Кармель открыт для посетителей по субботам круглогодично с 8 часов утра до 4 часов вечера; группы также могут бронировать посещение в другие дни недели. Для посетителей проводятся экскурсии продолжительностью один час.

## Основные представленные виды
|  | Русское название      | Латинское название                                             |
|  | --------------------- | -------------------------------------------------------------- |
|  | Муфлон                | Ovis aries orientalis                                          |
|  | Критский горный козёл | Capra aegagrus creticus                                        |
|  | Иранская лань         | Dama dama mesopotamica                                         |
|  | Европейская косуля    | Capreolus capreolus (в иврите известна как кармельская косуля) |

Также в заповеднике созданы условия для гнездования белоголовых сипов (Gyps fulvus) и других хищных птиц.